# Purevia
Purevia är ett sockersubstitut baserat på stevia och framtaget av Whole Earth Sweetener Company. Previa används som sötningsmedel och ingrediens i livsmedel. Purevia är en konkurrent till Truvia som är ett steviabaserat sötningsmedel utvecklat av Coca-Cola och Cargill.